# Linselles
Linselles (niederländisch: Linzele) ist eine französische Stadt mit 8177 Einwohnern (Stand 1. Januar 2022) im Département Nord in der Region Hauts-de-France. Sie gehört zum Arrondissement Lille und zur Europäischen Metropolregion Lille.

## Geografie
Die Stadt Linselles liegt rund zehn Kilometer nördlich der Großstadt Lille und drei Kilometer südlich der Grenze zu Belgien. Umgeben wird sie von den Gemeinden (von Norden beginnend im Uhrzeigersinn) Wervicq-Sud, Bousbecque, Roncq, Quesnoy-sur-Deûle, Wambrechies, Bondues und Comines.

## Bevölkerungsentwicklung
| Jahr                       | 1962 | 1968 | 1975 | 1982 | 1990 | 1999 | 2006 | 2012 | 2020 |
| Einwohner                  | 5522 | 5796 | 6504 | 6754 | 7674 | 7876 | 8197 | 8104 | 8211 |
| Quellen: Cassini und INSEE |      |      |      |      |      |      |      |      |      |

## Geschichte
Der Ort wurde vermutlich 867 in einer Urkunde Karls des Kahlen zum ersten Mal erwähnt. 1114 wird der lateinische Name Lencelam erwähnt.

Von 1923 bis 1926 wurde die Kirche Nativité de Notre Dame (Mariä Geburt) erbaut. Die alte Kirche war 1918, am Ende des Ersten Weltkriegs, von deutschen Truppen auf dem Rückzug gesprengt worden.

## Sehenswürdigkeiten

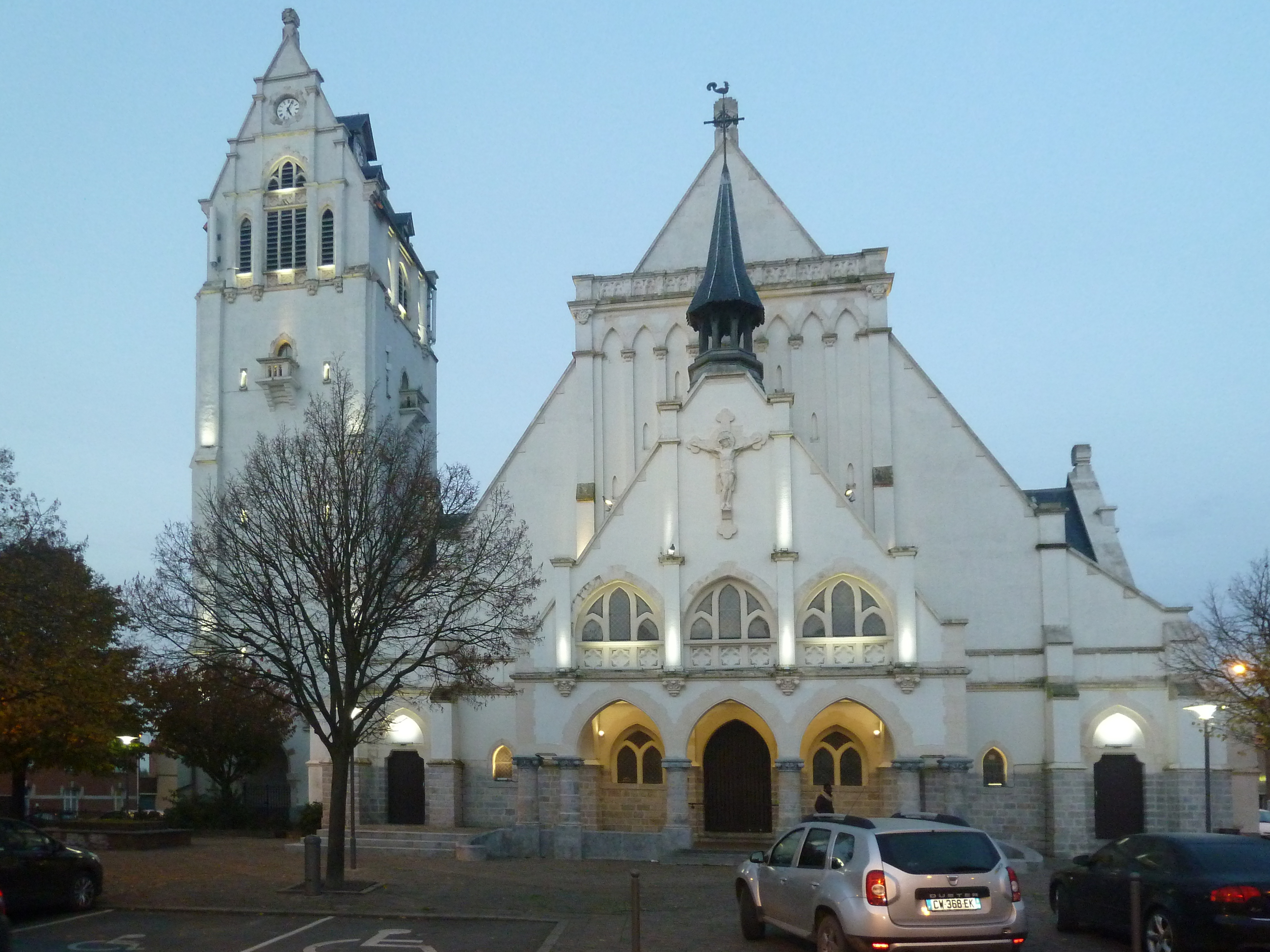
Kirche Mariä Geburt
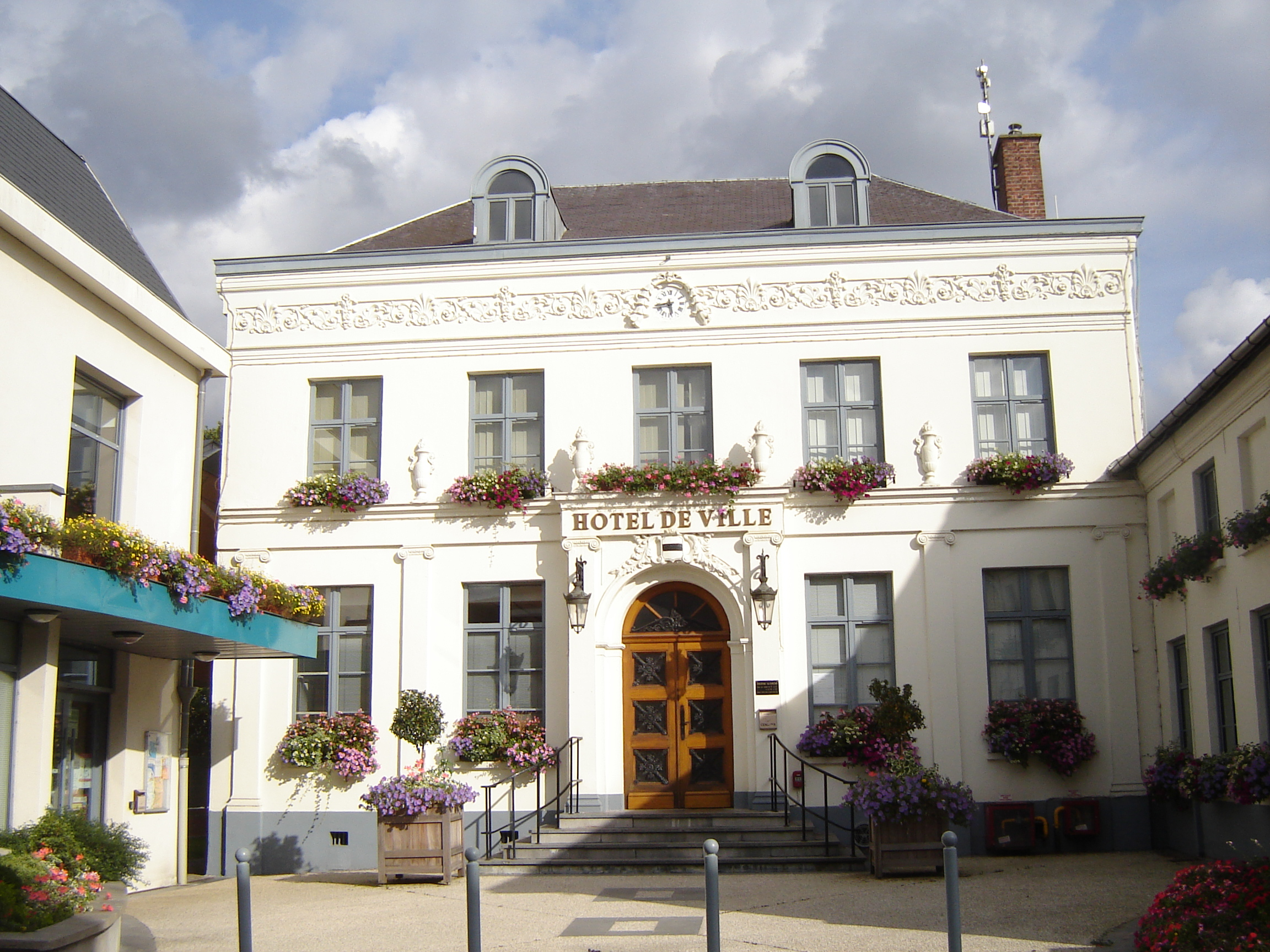
Rathaus (Hôtel de ville)
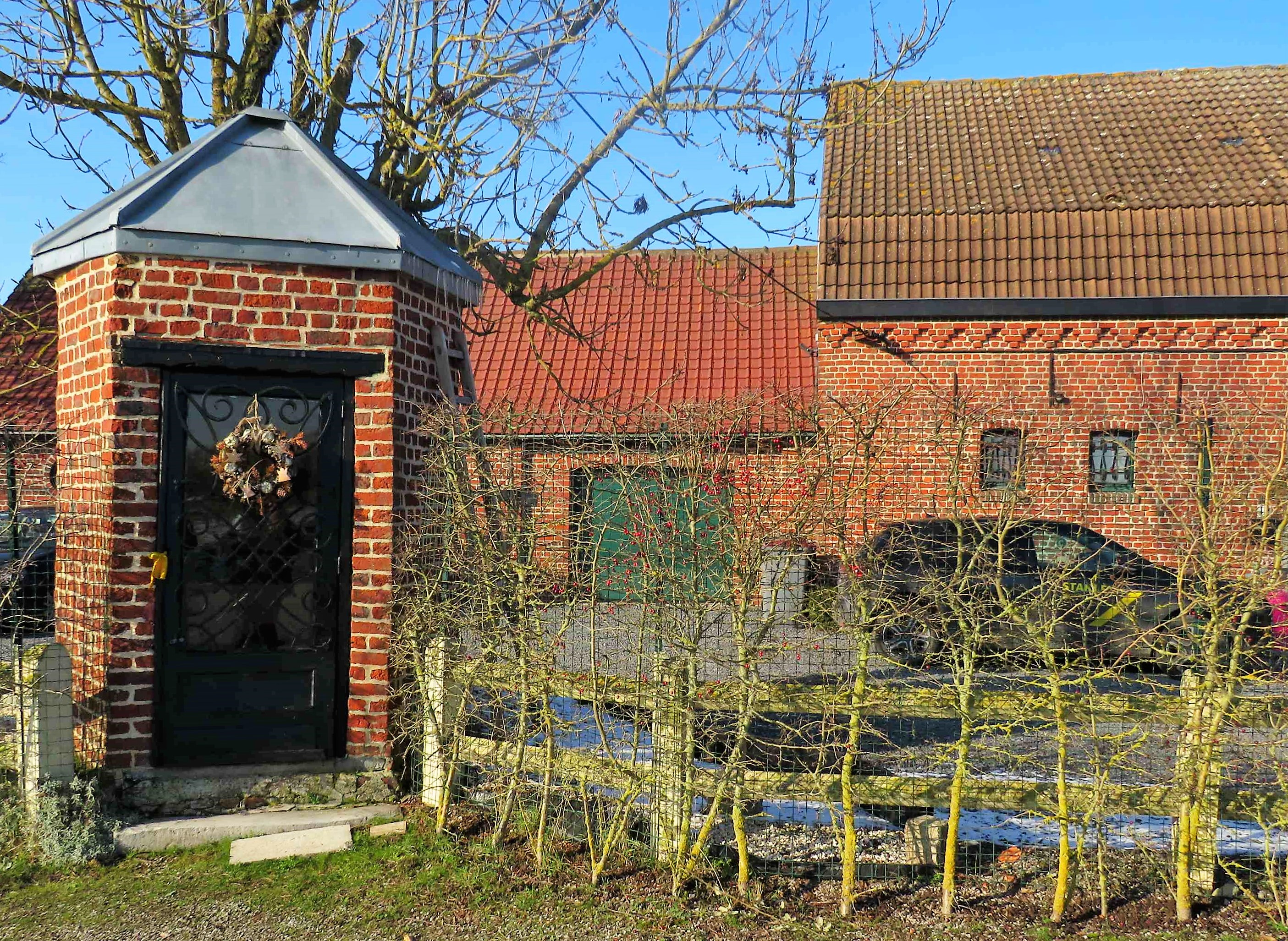
Oratorium Sainte-Barbe
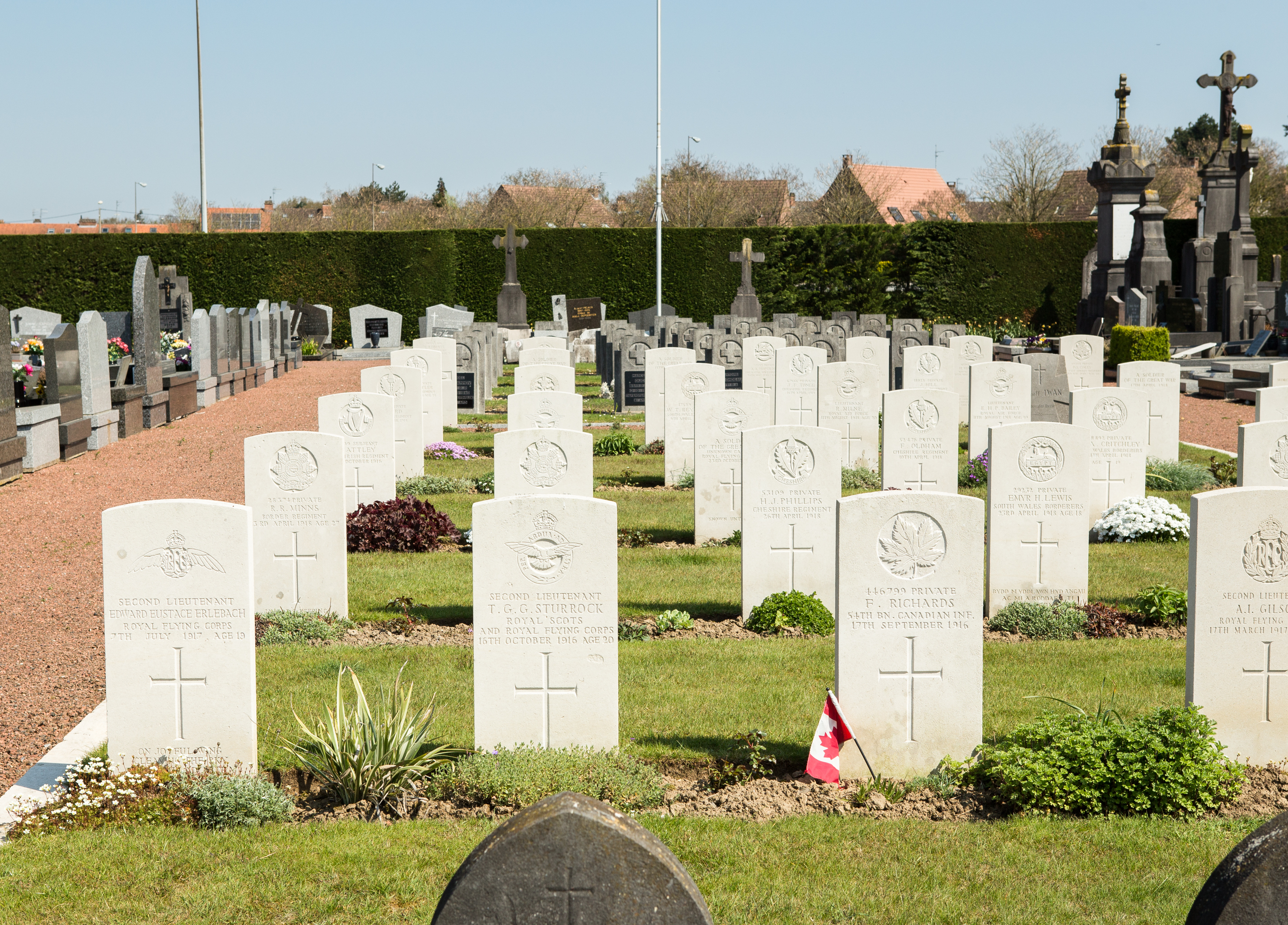
Soldatenfriedhof des Commonwealth

- Kirche Mariä Geburt
- Rathaus (Hôtel de ville)
- Oratorium Sainte-Barbe
- Soldatenfriedhof des Commonwealth

## Städtepartnerschaften
Die Gemeinde unterhält seit 1966 eine Städtepartnerschaft mit der ehemaligen Gemeinde Schiefbahn, seit 1970 Teil der Stadt Willich (Nordrhein-Westfalen), die die Partnerschaft übernahm. Seit 1991 besteht auch eine Partnerschaft mit Zogoré in Burkina Faso.

## Persönlichkeiten
- Patrick Gallois (* 1956), Flötist und Dirigent
- Pascal Gallois (* 1958), Fagottist und Musikpädagoge
- Thierry Venant (* 1960), Bogenschütze
- Josef Heyes (* 1948), Politiker, ehemaliger Bürgermeister von Willich, Träger des Ordens der Aufgehenden Sonne und Ehrenbürger der Stadt Linselles